# 什雷巴菊石
什雷巴菊石（學名：Schloenbachia），又名施羅恩巴赫菊石、斯羅恩菊石，是生存在晚白堊紀海洋中的一屬菊石，為什雷巴菊石科的模式屬。牠們的游泳能力可能相當好。其化石被發現於歐洲、中亞、伊朗和墨西哥。

## 特徵
什雷巴菊石的外殼扁平，有些標本表面光滑，有些則長有結節。腹稜異常發達。牠們的體型能長達25公分。

## 物種

### Schloenbachia varians
發現於歐洲和伊朗的Schloenbachia varians擁有非常多可能的異名，包括S. varians (var) subvarinas、S.v. (var) subtuberculata、S.v. (var) ventricosa和 S.v. (var) varians.

### 北美洲西部的什雷巴菊石
已經於美國北加利福尼亞州和俄勒岡州的上白堊紀地層中描述了屬於什雷巴菊石屬的一些物種，包括Schloenbachia chicoensis、S. knighteni、S. multicostata、S. oregonensis和S. siskiyouensis。在加利福尼亞州東南部聖塔安娜的沿海山區地帶也發現了S. knighteni和S. siskiyouensis。

## 外部連結
- Schloenbachia （页面存档备份，存于） in the Paleobiology Database